# Maglajani
Maglajani (en serbe cyrillique : Маглајани) est un village de Bosnie-Herzégovine. Il est situé dans la municipalité de Laktaši et dans la république serbe de Bosnie. Selon les premiers résultats du recensement bosnien de 2013, il compte 1 676 habitants.

## Démographie

### Évolution historique de la population dans la localité
| 1948 | 1953 | 1961  | 1971  | 1981  | 1991   | 2013  |
| ---- | ---- | ----- | ----- | ----- | ------ | ----- |
| -    | -    | 1 479 | 1 333 | 1 455 | 1 490, | 1 676 |

|  |

### Communauté locale
En 1991, la communauté locale de Maglajani comptait 3 009 habitants, répartis de la manière suivante :